# 穆罕默德·伊马杜季诺维奇·哈吉耶夫

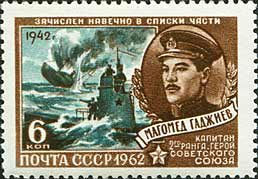
1962年纪念穆罕默德·哈吉耶夫的邮票

穆罕默德·伊马杜季诺维奇·哈吉耶夫（羅馬化：Magomet Imadutdinovich Gadzhiyev；1907年12月20日—1942年5月12日）是苏联潜艇指挥官、苏联英雄。他在第二次世界大战期间战斗并牺牲。

## 生平
哈吉耶夫是阿瓦尔人，出生于达吉斯坦梅格布地区的一个农民家庭。1925年，他加入苏联海军。1932年毕业于伏龙芝高等海军学校。他被任命为黑海舰队潜艇师，担任AG级潜艇A2的二号舰长。随后他指挥了M-9号和ShCh-117号潜艇。
1939年，他就读于伏罗希洛夫海军学院，毕业后分配到北方舰队。1940年，他成为北方舰队潜艇旅指挥官。1942年，他指挥击沉了10艘德国运输船。1942年5月12日，他的K级K 23号潜艇被沃尔夫冈·卡登指挥的德国军队击沉，全员丧生。